# 亜空大作戦スラングル
『亜空大作戦スラングル』（あくうだいさくせんスラングル）は、1983年1月21日から1984年1月27日までテレビ朝日系で全53話（本編52話＋総集編1話）が放送された国際映画社制作のSFアクション・ロボットアニメである。テレビ朝日では、毎週金曜日17時30分から18時00分に放送された。

## ストーリー
未来都市「ギャラクタウン」で暗躍する、犯罪組織「クライム」。
それに対抗すべく、ギャラクタウンの特別機動局長官マンディの働きかけにより、キャプテン・チャンスをリーダーとする非合法防衛部隊「ゴリラ・チーム」が結成された。
ストーリーの大筋は、アメリカのテレビドラマである『スパイ大作戦』からヒントを得て創作されている。

## 登場人物

### ゴリラ
キャプテン・チャンス
声 - 野島昭生
愛機 - チャンサー
冷静沈着なゴリラのリーダー。
ギャラクスペース警察学校を4年前に卒業。
3年前にはUSG連合正規軍のトレーニングセンターにおり、1年前に特別機動部隊のリーダーとなる。
ジェット
声 - 古谷徹
愛機 - ブリット・ジェッター
射撃の名人。ギャラクスペース正規軍訓練校出身。
スーパースター
声 - 鈴置洋孝
愛機 - セントロスーパー
第1話 - 第26話、第53話
クールな二枚目。第26話でゴリランベースを攻撃したゲルハルトのトレッカーに突っ込み、壮絶な戦死を遂げる。
セクシィ
声 - 平野文
愛機 - ボンビー
第1話 - 第27話、第44話、第53話
ナイスバディの美女。劇中で何度もヌードになる。爆発物のプロ。第26話でゲルハルトの攻撃に重傷を負い、退場。
ベビーフェイス
声 - 西尾徳
愛機 - ベビーザウルス
胸まである長い顎髭が特徴の無骨な外見とは対照的に、メカの達人。
ウーディ族出身。
故郷のサイラス島をクライムに襲われた。（第38話）
マジシャン
声 - 増岡弘
愛機 - マジカリアン
チームの最年長メンバーで、飄々としている。女性からモンスターまでなんにでも化ける変装（変身?）の名人。
ドーリィ
声 - 平野文
愛機 - ボンビー
第27話 - 第53話
元女人部隊キャッツアイの隊員。
重傷を負ったセクシィの後を受け、チームに加入。
明朗快活な性格の持ち主。セクシィと同じく金髪だが、髪の長さが異なり、ショートカットである。
シュガー
声 - 中尾隆聖
愛機 - セントロスーパー/エアロ・マイティ
第28話 - 第53話
戦死したスーパースターの後を受け、チームに加入。
落ち着いた性格の優男。スーパースターと同じく緑色の髪だが、髪型は異なる。
第14GP秘密工場の守備隊パイロットだった。
アイドール
声 - 頓宮恭子
第3話、第23話、第25話 - 第27話、第36話、第37話、第41話、第45話 - 第48話、第50話、第52話、第53話
ゴリランベースの家政婦ロボット。同型の補助ロボットとともにゴリランベースの家事を取り仕切る。エンディングのクレジットでは、「エドール」とよく誤植された。
教授
声 - 小金澤篤子
第3話 - 第23話、第30話、第32話、第38話、第44話、第45話、第48話、第50話、第53話
ゴリラが使用する高性能コンピューター。小型端末の名称は「助教授」である。

### ギャラクスペース連邦
ドク・マンディ
声 - 小林清志（本編ナレーションも兼任）
第1話 - 第24話、第27話 - 第29話、第32話 - 第40話、第43話 - 第46話、第48話、第51話 - 第53話
ギャラクポリスの特別機動局長官。ゴリラを組織した。
左奥歯に虫歯がある。
第24話で、ギャラクタウン200年祭パレード中に暗殺されるが、第27話で暗殺されることを予測して、自らの脳を全て電子頭脳コピーしていたことが判明。教授に接続されゴリラの専用ブレーンとなり、ゴリラに参加した。正規軍との交渉を担当する。
ドロシー
声 - 小金澤篤子
第1話 - 第24話、第27話、第37話、第41話 - 第48話
マンディの秘書。チャンスの婚約者。マンディ暗殺後は、ゴリラと行動を共にする。
スリーサイズはバスト84,ウェスト59,ヒップ88（15話より）
マッカード長官
声 - 沢木郁也
第30話、第36話、第37話、第41話、第43話、第44話、第46話、第47話、第49話、第50話 - 第52話
UGS連邦軍の長官。亜空連合軍議長、後に亜空連合軍総司令。
マッカードは過去に部下をスパイの容疑で処刑したが、その部下は無実だった。以後は部下を信頼し、決して疑わなくなった。

### クライム
フォルクレーザー
声 - 渡部猛 （第3話 - 第27話、第29話、第30話、第33話、第35話、第36話、第40話、第43話 - 第53話）
ギャラクスペースを最初に開拓した、古代クライム原人の生き残りの子孫。
クライムの軍事組織・クライムアーミーの総司令。秘密警察ヘルメッセンジャーの長官。
23話でクーデターを実行しクライムボスを暗殺し、新リーダーとなる。
25話でギャラクスペース連邦に宣戦布告するも、ゴリラによって基地を爆破される。ここで初めて、ゴリラのメンバーと対面する。この時、ジェットに右腕を破壊される。
26話でクライム新基地リヴァイサン帝国の完成に合わせて総統に就任。
41話で体調異変を感じ、43話で古代クライム原人の意思の集合体であるオーバーロードと遭遇し、自らの目的が古代クライム原人の復讐と亜空の再支配であることを自覚する。
「ハイル・フォルク」（第25話）「ジーク・フォルク」（第47話）と賛美される。
自ら専用トレッカーで出撃を決意するが、直後にスラングルがリヴァイサンの司令室に突入、スラングルの射撃で全身蜂の巣になって死亡した。
クライム・ボス
声 - 笹岡繁蔵（第3話 - 第23話、第53話）（第3話では長堀芳夫、第5話では緑川稔、第20話では金沢寿一）
地球人。クライムのボス。
秘書組織ボスブレーン、企業組織クライムエンタープライズシステム、軍事組織クライムアーミーを掌握する。
アボストを大統領に当選させ、影からギャラクスペースを支配する。フォルクレーザーのクーデターで暗殺された。
クライムの経済組織は、彼なくしてはまとめられない。
ゲルハルト
声 - 曽我部和行（第24話 - 第32話、第35話、第36話、第38話、第40話 - 第53話）
ヘルメッセンジャー隊員。
地下廃墟街より奇襲してドク・マンディを暗殺した。
マンディ暗殺後は、総統に就任したフォルクレーザーの後任とし、ヘルメッセンジャー長官に就任。
ゴリランベースを奇襲し破壊。スーパースターを死に追いやり、セクシィを負傷させ再起不能にした。
赤い専用の大型戦闘人型トレッカーに乗ってゴリラと戦う。
フォルクレーザーの放射性廃棄物攻撃に批判的。クライム全員のサイボーグ化では彼の部隊のみ、ゴリラを倒すまでの間、サイボーグ改造手術の猶予をフォルクレーザーに請願し認められている。
魔神ムーラの剣で搭乗していたトレッカーを破壊されて死亡した。
ロンゲルフ将軍
声 - 沢木郁也（第30話、第33話、第40話、第39話 - 第41話、第43話、第45話 - 第53話）
元UGS軍の戦略長官。亜空連合軍にはクライムの黒狐と呼ばれている。軍の汚職事件に巻き込まれ、自宅を爆破されて妻子とともに死亡されたとされていた。一説には、将軍を追い落とすための罠だったとも。そのコンピュータに勝る軍略を惜しんだクライムに助け出される。以後、UGS連邦軍への復讐のためにクライムに参加。司令コンソールには、常に妻と一人娘と一緒に撮影したポートレートを置いている。
「亜空で最も尊敬を受けていた将軍が何故？」とカルロス大公に問いかけられた際には、「妻子を焼き殺されて亜空を根底から叩きなおさなければ駄目だと決意した」とその心情を披露している。
第43話以降、ロンゲルフ元帥となる。
第47話でサイボーグ体であることが判明する。いつサイボーグに改造されたかは不明。これ以後、ゲルハルトに対して対等の態度をとるようになる。
最後はクライムと汚染大気のみを放出する気流に飲み込まれ、リヴァイザンとともに消滅した。
オーバーロード
声 - 桑原たけし（第43話、第44話、第46話、第47話、第51話 - 第53話）
亜空の闇に数十世紀にわたって隠れていた、古代クライム原人の脳細胞の海。クライム指導者脳の集合体。クライムの真の帝王。
その正体は、神話時代の亜空戦争時に地球人らに敗れた古代クライム人の脳の集合体であり、「闇の帝王」と呼ばれる。ギャラクスペース第44層の立ち入り禁止区域層内永久立ち入り禁止区域の反宇宙に通じる、次元の穴に封印されている。ゴリラによって帝王の船をぶつけられ、脳細胞は崩壊し、ムンクの『叫び』に似たイメージを投影しながら果てた。

## スラングル
ゴリラ・チームの戦力の中心となるギャラクスペース社のSRタイプトレッカー・ヴィークル。可変型戦闘用トレッカー・ヴィークルであり、状況に応じ飛行タイプのヴィークル・モード、地上走行特化型のタンク・モード、格闘戦用のアタック・モードに変形可能。ヴィークル・モードおよびタンク・モードでは主力武装の左右バズーカに加え、背面に二連一門のバルカンを装備し、この部分は変形時シートと共に倒立変形を行い、ヴィークル・モードおよびタンクモード時はシートが露出する。番組後半は支援メカのエアロ・マイティと合体、「ハイパー・スラングル」へとパワーアップした。ハイパーモード時でもその構造上、背面バルカンも使用可能。核ミサイルを装備することもある。
トレッカー・ヴィークル自体の共通デザイン・シルエットは、操縦者搭乗用のボディの左右にマニピュレータやブースターを腕のように配置し、ランディングギアを足のように配置している。これを応用して、スラングルは左右ブースターをアタック・モード時の腕部としている。勿論ランディング・ギアは、アタック・モード時は脚部として使用する。
武装
主砲（バズーカ）
ヴィークル・モード時の主力火器。左右各一門ずつ、側面ブースターのエアダクト部に装備。なお、アタック・モード時は収納されて、そこに拳が出る。
背面（バルカン）
アタック・モード時の背面支援用、およびヴィークル・モード/タンク・モード時の対空支援用火器。ガンナーはスーパー（スター）、シュガー。時に他のメンバーがガンナーを務めることもある。
スラングルミサイル
腹部発射口から放つミサイル。
ハイパー・バズーカ
支援メカのショルダー・マイティの主砲である、左右各一門ずつの大型バズーカ砲。ヴィークル・モード時は、エアダクトも兼ねている。
エアロマイティ
アタック・モード時に主砲が使えないスラングルの火力強化を目的に開発された、双胴型の支援戦闘機。搭乗者一名。スラングルと合体して火力増強に与る。武装は左右に位置するショルダーキャノン（大型バズーカ）と両脚のキャノン砲。また強固な装甲とパワーをも有する。エアロマイティが脚部と接続することで高速移動形態のドッグファイトマイティとなり、ショルダーマイティ形態に展開してスラングル背部に装着することによってハイパースラングルに強化合体する。必殺技は全砲で攻撃するスラングルタイフーン。

## 作品世界
新銀河紀元86世紀。地球の遥か彼方のリアン星系の2連星バクサスαとβの間には、大気が存在し大小の島々（ランドベース）が浮かぶ「亜空」と呼ばれる特殊空間が存在していた。そこに33世紀前に古代クライム原人が外宇宙より飛来し、文明社会を築いていた。だが地球人を中心とする侵略者が襲来し、古代クライム原人を虐殺して亜空を侵略した。その後、侵略者たちは出身グループ別にランドベースに入植し自治国家を建設した。そして侵略者たちは、古代クライム原人の意思の集合体を封じ込めるために、亜空の中心に巨大人工都市ギャラクタウンを建造した。そして、ギャラクタウンを首都とするUGS連邦が誕生した。
バクサス
超重力の地獄の星、αとβの2連星。
帝王の船
第43話 - 第53話
バクサスαの中央線上、巨人の目クレーターより出現した33世紀前のタイムカプセル。古代クライム原人が亜空大戦勝利のプログラムが収められているコンピュータシップ。
44話でゴリラとゲルハルトの争奪戦の後に上下に二分割される。
51話で帝王の船は再びひとつとなる。これを地球人たちが使うとUGS連邦が勝利し、クライムが使うと闇の帝王が復活しクライムが完全勝利するといわれた。続く52話でギャラクスペース第44層に封印されている闇の帝王へとぶつけられ、脳が砕け散ると、クライム（装備、人員他関連いっさい）と亜空を覆った放射能に汚染された大気は反宇宙へ消えた。理屈はいっさい不明であり、チャンスはギャラクスペース宇宙局の研究に任せることとした。

### ランドベース
ギャラクタウン
亜空の中心に浮遊する巨大人工都市。ギャラクスペース連邦の首都。
第1層に、ギャラクスペース連邦を管理するメガコンピュータが設置されている。（第6話）
ダウンタウン2層に、トラッカーメーカのアルゴスエンドサンズ社がある。（第11話）
街中にトレッカーメーカのミコト社、ジェファーソン社がある。（第11話）
最下層に大統領官邸、中心部にギャラクスペースのシンボル議事堂タワーがある。（第23話）
中心層に生化学研究所がある。（第32話）
第44層立ち入り禁止区域層永久立ち入り禁止区域に反宇宙へ通じる次元の穴があり、ここに古代クライム人の脳の集合体が封印されている。（第52話）
ゴリランベース
第3話 - 第26話
ゴリラの秘密基地があるランドベース。第26話で、ゲルハルトに基地を破壊された。
新ゴリランベース
第28話
ゴリランベースを破壊されたゴリラが移動した新秘密基地。移動基地のゴリランオーキー完成後、どうなったかは不明。
ゴリランオーキー
第31 - 第52話
ゴリラの新しい移動基地。大型の戦闘母艦。ランドベースに偽装することができる。
リヴァイサン帝国
第26話 - 第53話
クライム総統に就任したフォルクレーザーの本拠地がある、クライムの新基地帝国。ランドベースを改造したもの。最終的には、巨大な移動基地となった。
ノースエンドに68亜空マイル。ダークゾーンの入口、フロアベースで建造された。
サバイ
第26話 - 第27話、第44話
ゴリランベースを破壊されたゴリラが一時期逃れた。
Fゾーンのランドベース。地下にUGS連邦正規軍のVIP用医療センターがあり、セクシィはここで手術を受けた。
近くのランドベースベスビオの火山活動により壊滅した。

### ギャラクスペース連邦
UGS連邦は、多数のランドベース国家の集合体である。治安維持のために、UGS正規軍・ギャラクポリス・ゾーンポリス・ランドポリス・エアポリスが存在する。

### クライム
亜空を影で支配する悪の犯罪組織。企業組織のクライム・エンタープライズ・システムと、軍団組織のクライムアーミーよりなる。
実は、クライムの結成は古代クライム原人の復讐として仕組まれたものであり、フォルクレーザーがクライムに参加し軍事組織を強化しクーデターを起こすことまで全てがオーバーロードによって立てられたプログラムに従った行為だった。
古代クライム原人は、33世紀前に鯨座の7千星雲の彼方より飛来し最初に亜空に入植した種族だったが、地球人を中心とする侵略者によって虐殺された。クライムが起こした亜空大戦は、天体的異変に合わせて数十世紀前から復讐のためにオーバーロードによって仕組まれた、古代クライム原人の亜空再支配のプログラムによる。
企業組織
クライム・エンタープライズ・システムと呼ばれる。
ボスブレーン
ボスの秘書組織。5人の地球人よりなる。
ヘッドパーティ
ボスの下、ヘッドカンパニー会議室に集まる5人のハイカンパニーの代表者よりなる、クライム企業体の最高幹部会。
ハイカンパニー
クライム企業体の各一大産業の決定権を持つトップ企業。
- ミコト社：トレッカー部門のハイカンパニー。警察納入トレッカーの独占を企む。（第11話）
- ジェネシスエレクトロニック社：クライムのハイカンパニー。ガービック・システムを開発した。（第15話）
- ザ・クルゲント：ヘッドパーティー・メンバーのシュタイナーが経営する多国籍企業。（第16話）
- ルビコン社：ギャラクタウン工場で、鋼鉄の巨人の量産を企んだクライム企業。（第18話）

レベルカンパニー
ハイカンパニーの下部組織で、各事業ごとに存在する企業。
- コロッサス社：クライムのレベルカンパニー。その企業規模ゆえに、コロッサスⅢの建造でゴリラの不信を招く。（第6話）
- セドロイド社：クライムのレベルカンパニー。ゼネラルビーグル乗っ取りを企む。（第10話）
- カイザーカンパニー：クライムのレベルカンパニー。（第12話）
- ドウル採鉱株式会社：クライムのレベルカンパニー。（第13話）
- エアックス社：クライム傘下の遺伝子工学企業。（第19話）
- カルビン：クライムのレベルカンパニー。（第22話）

軍団組織
クライムアーミーと呼ばれる。総司令・フォルクレーザーの指揮下にある。
ヘルメッセンジャー
クライムアーミーの秘密警察。アーミー内部の不良分子を粛清するのが目的。
クライムフォース
ハイカンパニーの影の軍団。クライムバトラーがアーミーに正式承認されると、クライムフォースに編入される。構成人員は、およそ30名から50名。時に数個師団。専用の軍用トレッカーを配備している。
クライムバトラー
レベルカンパニーに付随する、末端部隊10 - 20名の構成員を持つ。総数は不明。

## スタッフ
- 原案・シリーズ構成：山本優
- 製作：壺田重三
- 企画：壺田重夫
- プロデューサー：碓氷夕焼（テレビ朝日）、宇都宮恭三（テレビ朝日）、つぼたしげお、藤家和正
- チーフディレクター→シリーズ・ディレクター：宮崎一哉→小泉謙三
- メインキャラクターデザイン：天野嘉孝
- メインメカニックデザイン：メカMICグループ
- サブキャラクターデザイン：高橋朝雄、土器手司、小泉謙三、佐藤厚志、村田四郎、他
- サブメカニックデザイン：大畑晃一、林裕樹
- 前期オープニングタイトル：東通ecgシステム
- 色指定：三沢厚子、飯塚善子、佐野美和子
- 特殊効果：前川孝
- 美術監督：千葉秀雄
- 撮影監督：菅谷信行
- 撮影助手：宮本勝啓、神山茂男、梶原裕美子、他
- 編集：吉田恵美子、辻井好子（三陽編集室）
- 音楽：山本正之
- 録音ディレクター：小松亘弘
- 音響効果：佐藤一俊（E&M）
- 調整：波多野勲、今関種吉
- 音響制作：タバック
- 現像：東映化学
- キャスティング協力：俳協
- 制作事務：小田すみえ
- 文芸担当：宮村妙子
- 制作担当：川崎健司
- 制作：テレビ朝日、国際映画社

## 主題歌
オープニング・テーマ
『亜空大作戦のテーマ』（第1話 - 第26話）
作詞 - 山本優 / 作曲・編曲 - 山本正之 / 歌 - 片桐圭一
『FIGHTING ON』（第27話 - ）
作詞 - 小林和子 / 作曲・編曲 - 新田一郎 / 歌 - はせもとひろ
エンディング・テーマ
『LOVE IS MORE （愛にめざめて）』（第1話 - 第27話）
作詞 - 山本優 / 作曲・編曲 - 山本正之 / 歌 - 八木原奈々美
『はるかな友よ』（第28話 - ）
作詞 - 小林和子 / 作曲・編曲 - 新田一郎 / 歌 - 飯野茂一
※『はるかな友よ』は、22話で先行して挿入歌として使用され、また後番組『超攻速ガルビオン』の第18話でも、挿入歌として使用された。
主題歌のシングルレコードは、いずれもビクター音楽産業から発売された。2枚がリリースされたが、各々前期OP・同ED、後期OP・同EDを両A面曲として収録している。日本コロムビアからは水木一郎によるカバー版が発売された。

## 各話リスト
| 話数 | 放送日         | サブタイトル                               | 脚本       | 絵コンテ | 演出              | 作画監督 |
| ---- | -------------- | ------------------------------------------ | ---------- | -------- | ----------------- | -------- |
| 1    | 1983年 1月21日 | その名はゴリラ PART1                       | 山本優     | 宮崎一哉 | 宮崎一哉          | 高橋朝雄 |
| 2    | 1月28日        | その名はゴリラ PART2                       | 山本優     | 宮崎一哉 | 長尾粛            | 山口聡   |
| 3    | 2月4日         | クライムの牙                               | 山本優     | 宮崎一哉 | 宮崎一哉          | 村田四郎 |
| 4    | 2月11日        | 悪夢のハイジャック!                        | 山本優     | 小泉謙三 | 宮崎一哉          | 小泉謙三 |
| 5    | 2月18日        | G線（ジー・ライン）上のゴリラ              | 聖咲奇     | 長尾粛   | 五月女有作        | 長嶋正徳 |
| 6    | 2月25日        | イプシロンの危機（クライシス）             | 橋本敬     | 神井裕行 | 内田祐司          | 村田四郎 |
| 7    | 3月4日         | 迷宮の要塞                                 | 青木浩一   | 浜島洋平 | 浜島洋平          | 高橋朝雄 |
| 8    | 3月11日        | 対決! 黒い稲妻 PART1                       | 山本優     | 小泉謙三 | 笠原達也          | 小泉謙三 |
| 9    | 3月18日        | 対決! 黒い稲妻 PART2                       | 山本優     | 宮崎一哉 | 伊東政雄          | 東崎英也 |
| 10   | 3月25日        | 魔のメビウスサーキット                     | 青木浩一   | 小鹿英吉 | 内田祐司          | 土器手司 |
| 11   | 4月1日         | Dr.マンディ絶体絶命?!                      | 聖咲奇     | 伊東政雄 | 伊東政雄          | 東崎英也 |
| 12   | 4月8日         | 恐怖の逆噴射ビル                           | 海老沼三郎 | 落合正宗 | 落合正宗          | 小泉謙三 |
| 13   | 4月15日        | マキシマム・D（デストロイヤー）            | 橋本敬     | 神井裕行 | 神井裕行          | 高橋朝雄 |
| 14   | 4月22日        | ロシアン・ルーレットの罠                   | 青木浩一   | 伊東政雄 | 伊東政雄          | 東崎英也 |
| 15   | 4月29日        | 電子世界（ガービッツ・システム）からの脱出 | 聖咲奇     | 長尾粛   | 長尾粛            | 佐藤厚志 |
| 16   | 5月6日         | 黒鷲の秘密                                 | 八田朗     | 宮崎一哉 | 須永司            | 土器手司 |
| 17   | 5月13日        | 謎のウーマンズ・ランド                     | 青木浩一   | 長尾粛   | 長尾粛            | 山口聡   |
| 18   | 5月20日        | 鋼鉄巨人の復活                             | 聖咲奇     | 伊東政雄 | 伊東政雄          | 東崎英也 |
| 19   | 5月27日        | 怪物たちの夜                               | 聖咲奇     | 宮崎一哉 | 栗山美秀          | 高橋朝雄 |
| 20   | 6月3日         | 怒りの悪魔島（デビルス・ランド）           | 山本優     | 神井裕行 | 神井裕行          | 服部憲知 |
| 21   | 6月10日        | 夕陽の爆破指令                             | 青木浩一   | 落合正宗 | 須永司            | 土器手司 |
| 22   | 6月17日        | さらば友よ                                 | 八田朗     | 長尾粛   | 長尾粛            | 佐藤厚志 |
| 23   | 6月24日        | クライムの嵐                               | 山本優     | 伊東政雄 | 伊東政雄          | 東崎英也 |
| 24   | 7月1日         | ドク・マンディ暗殺                         | 青木浩一   | 宮崎一哉 | 栗山美秀          | 東崎英也 |
| 25   | 7月8日         | 乱入! クライム・ベース                     | 八田朗     | 栗山美秀 | 栗山美秀          | 服部憲知 |
| 26   | 7月15日        | ゴリラ基地襲撃!                            | 山本優     | 落合正宗 | 須永司            | 菊池城二 |
| 27   | 7月22日        | 女人戦隊キャッツ・アイ                     | 山本優     | 小泉謙三 | 内田祐司          | 東崎英也 |
| 28   | 7月29日        | 新装備! ハイパー・スラングル               | 聖咲奇     | 伊東政雄 | 伊東政雄          | 東崎英也 |
| 29   | 8月5日         | 魔のミュータント部隊                       | 会川昇     | 栗山美秀 | 栗山美秀          | 小泉謙三 |
| 30   | 8月12日        | 暁の電撃作戦                               | 合戸陽     | 玉沢武   | 玉沢武            | 服部憲知 |
| 31   | 8月19日        | 発進! ゴリラン・オーキー                   | 八田朗     | 落合正宗 | 須永司            | 菊池城二 |
| 32   | 8月26日        | 脱走! ジブトリア強制収容所                 | 合戸陽     | 伊東政雄 | 伊東政雄          | 東崎英也 |
| 33   | 9月2日         | 奪われた辺境都市（ベース）                 | 会川昇     | 内田祐司 | 内田祐司          | 金田益一 |
| 34   | 9月9日         | 迷宮（ラビリンス）の少女                   | 聖咲奇     | 大泉一平 | 栗山美秀          | 柴田豊   |
| 35   | 9月16日        | キグラス奇襲指令                           | 久保宗雄   | 玉沢武   | 玉沢武            | 服部憲知 |
| 36   | 9月23日        | 亜空連合軍・起つ!                          | 合戸陽     | 保谷二郎 | 須永司            | 菊池城二 |
| 37   | 9月30日        | 奇襲! 黒狐の陰謀                           | 合戸陽     | 伊東政雄 | 伊東政雄          | 東崎英也 |
| 38   | 10月7日        | ウィーディ族の逆襲                         | 聖咲奇     | 宮崎一哉 | 栗山美秀          | 金田益一 |
| 39   | 10月14日       | ゴリラをかたる偽ゴリラ!?                   | 久保宗雄   | 内田祐司 | 内田祐司          | 菊池城二 |
| 40   | 10月21日       | ゴーストタウンからの脱出                   | 大田光一   | 栗山美秀 | 栗山美秀          | 東崎英也 |
| 41   | 10月28日       | 水底の牙城                                 | 会川昇     | 小泉謙三 | 内田祐司 永田辰也 | 金田益一 |
| 42   | 11月4日        | 激突! ジルコ隕石海峡                       | 合戸陽     | 宮崎一哉 | 須永司            | 菊池城二 |
| 43   | 11月11日       | 秘められた亜空の謎                         | 山本優     | 栗山美秀 | 栗山美秀          | 服部憲知 |
| 44   | 11月18日       | 危機せまる亜空!                            | 山本優     | 内田祐司 | 内田祐司          | 金田益一 |
| 45   | 11月25日       | よみがえる復讐の魔神軍                     | 合戸陽     | 栗山美秀 | 栗山美秀          | 菊池城二 |
| 46   | 12月2日        | 出現!! 神聖亜空獣                          | 久保宗雄   | 保谷二郎 | 内田祐司          | 東崎英也 |
| 47   | 12月9日        | クライム恐怖の大進撃!                      | 山本優     | 栗山美秀 | 須永司            | 菊池城二 |
| 48   | 12月16日       | 悪魔の人体改造作戦                         | 合戸陽     | 内田祐司 | 内田祐司          | 金田益一 |
| 49   | 12月23日       | 宿敵! ゴリラ対ゲルハルト                   | 合戸陽     | 栗山美秀 | 栗山美秀          | 東崎英也 |
| 50   | 12月30日       | 猛反撃! 怒りの亜空（そら）                 | 合戸陽     | 内田祐司 | 内田祐司          | 菊池城二 |
| 51   | 1984年 1月13日 | ギャラクタウン総攻撃                       | 合戸陽     | 宮崎一哉 | 内田祐司 末廣真己 | 金田益一 |
| 52   | 1月20日        | 栄光にゴリラは翔ける                       | 山本優     | 小泉謙三 | 須永司            | 菊池城二 |
| 53   | 1月27日        | 総集編                                     | -          | -        | -                 | -        |

## 放送局
新潟テレビ21以外の放送日時は個別に出典が掲示されているものを除き、1983年9月中旬 - 10月上旬時点のものとする。
- テレビ朝日：金曜 17:30 - 18:00
- 北海道テレビ：金曜 7:15 - 7:45
- 青森放送：火曜 17:15 - 17:45
- 秋田放送：木曜 17:30 - 18:00
- 山形放送：木曜 17:00 - 17:30[2]
- 東日本放送：土曜 17:00 - 17:30[3]
- 福島放送：金曜 17:00 - 17:30[4]
- 新潟テレビ21：金曜 17:30 - 18:00（1983年10月開局から）[5]
- テレビ信州：火曜 17:00 - 17:30
- 北陸放送：木曜 17:30 - 18:00（1983年4月14日放送開始）[6]
- 静岡けんみんテレビ（現･静岡朝日テレビ）：金曜 17:00 - 17:30
- 名古屋テレビ：土曜 17:00 - 17:30
- サンテレビ：水曜 17:00 - 17:30
- 京都テレビ：火曜 17:00 - 17:30
- テレビ和歌山：金曜 17:30 - 18:00
- 広島ホームテレビ：土曜 17:00 - 17:30
- 南海放送：火曜 17:25 - 17:55
- 九州朝日放送：金曜 17:30 - 18:00
- テレビ熊本：火曜 17:00 - 17:30
- 鹿児島放送：金曜 17:30 - 18:00

## 商品展開
玩具
変形玩具がメインスポンサーのクローバーから、プラモデルがアオシマから、それぞれ発売された。他にも数社から、関連商品が発売されていた。
また、本作のトレッカー・ヴィークルはゴリラ側の他に、クライム側のゲルハルト専用ヴィークルがモデルにラインナップされていた。
文具
ぬりえやパズルなどが、ショウワノートから発売された。

## その他
- 本作が企画された当初、タイトルは『亜空作戦ダイナモゴリラ』、チーム名は『ダイナモゴリラ』と呼称されていた。「スラングル」の名前は、本作の正式な題名としては放送開始直前に決まったものである。この時点でタイトルは『亜空作戦ダイナモゴリラ』から『亜空大作戦スラングル』、チーム名は『ダイナモゴリラ』から『ゴリラ』へと変更された。
- メカデザインの『メカMICグループ』とは国際映画社のメカデザイン担当チームのことで、"MIC"とは国際映画社の英語名（Movie International Company）のイニシャル、とされていた。しかしそれは建前で、実は諸事情により名前を出せなかったデザイン会社「サブマリン」の変名だったことが、番組後半にメカデザインで参加していた大畑晃一によって明かされた[7]。なお、スラングルのデザインにはアオシマの意向がかなり影響しているらしいとのこと[8]。
- 放送当初オープニングは未完成で、実写の爆発シーンなどを東通ecgシステムで合成処理したタイトルロゴやレギュラーキャラクターを静止画で演出したオープニング映像が、放送序盤の数ヵ月間に渡って使用されていた。
- 第2期オープニングは映像、曲とも第27話から使用された。初期はタイトルロゴが小さかったが、後に改められた。ロゴが小さいバージョンは、再放送用フィルムでのみ確認できる。第2期エンディング曲は第28話より使用したが、映像は第30話から刷新された。
- 前期アイキャッチで使われた画像は「ゴリラ」のチームマークで、「ミッション・アウター・スペース、スラングル」のコールは、ドク・マンディ役の小林清志によるものである。ドーリィが登場する後期アイキャッチ画は、第32話より使用された。
- 予告編のナレーションは、キャプテン・チャンス役の野島昭生が担当した。毎度使用された締めゼリフは、「テイク・ユア・チャンス、ネクスト・タイム」。
- 第32話より、初期メンバーの服装が変わった。
- ドク・マンディやフォルクレーザーらが、エンディングテロップに名前があるにもかかわらず、実際には出演していないことがあった。